# Andrzej Wapiński
Andrzej Wapiński (ur. 31 października 1750 w Jarosławiu, zm. 23 maja 1807 tamże) – kupiec, obywatel miasta Jarosławia.

## Życiorys
Urodził  się 31 października 1750 roku w Jarosławiu jako syn  Eliasza i Pelagii z domu Onyszkiewicz.  W 1769 roku przystąpił do bractwa św. Onufrego w Jarosławiu. W 1777 roku figurował jako starszy brat bractwa cerkwi Przemienienia Pańskiego, zaś od 1779 roku był superintendentem bractwa Przemienienia Pańskiego i Wniebowzięcia NMP. Występował wówczas jako radca jarosławski (1772–1804), ławnik i syndyk miasta (1769–1772 wiceburmistrz ds. gospodarczych). W  latach 1772–1780 pełnił funkcję burmistrza Jarosławia. Jego interesy handlowe wychodziły poza granice Galicji.
Nie tylko handlował, ale także posiadał fabrykę świec.
27 września 1794 roku otrzymał szlachectwo galicyjskie. Zmarł 23 maja 1807 roku w Jarosławiu. Pochowany został w podziemiach cerkwi  miejskiej.